# Hipócrates (cráter lunar)

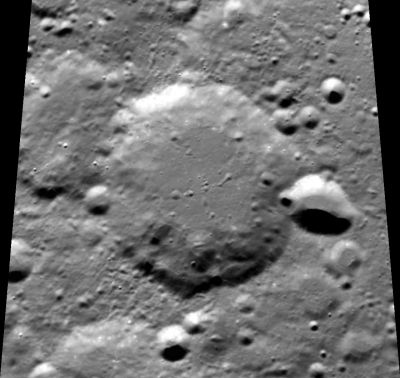
Fotografía de la misión Clementine (1994)

Hipócrates (Hippocrates según la nomenclatura de la UAI) es un cráter de impacto situado en la cara oculta de la Luna. Se encuentra en la región norte de la superficie lunar, al norte del cráter Stebbins. Al suroeste de Hippocrates se encuentran los cráteres Kirkwood y Sommerfeld, este último de gran tamaño.
Se trata de una formación relativamente antigua que se ha desgastado y erosionado debido a impactos posteriores. El contorno general del borde exterior es todavía visible, con un cráter más pequeño superpuesto sobre el sector este del brocal. Otro pequeño impacto marca el borde occidental. La pared interior está marcada por numerosos pequeños cráteres, y es ligeramente más ancha en el borde sur, con una proyección en forma de cresta. El suelo interior es nivelado y prácticamente carece de rasgos característicos, con solo unos pequeños cráteres que marcan su superficie.
Este cráter fue nombrado en memoria del médico griego Hipócrates.

## Cráteres satélite
Por convención estos elementos se identifican en los mapas lunares colocando la letra en el lado del punto medio del cráter que está más cerca de Hippocrates.
|             | \| Hippocrates \| Coordenadas \| Diámetro \| \| ----------- \| ------------------------------- \| -------- \| \| Q \| 69°00′N 148°00′O / 69.0, -148.0 \| 35 km \| |          |
| Hippocrates | Coordenadas | Diámetro |
| Q           | 69°00′N 148°00′O / 69.0, -148.0 | 35 km    |